# جيمس رايدر
جيمس رايدر (بالإنجليزية: James Rider)‏ هو سياسي أمريكي، ولد في 5 مارس 1797، وتوفي في 30 أبريل 1876. حزبياً، نشط في الحزب الجمهوري. وقد انتخب عضو جمعية ولاية نيويورك وانتخب عضو مجلس ولاية نيويورك.